# Jello Krahmer
Jello Krahmer, född 19 november 1995, är en tysk brottare som tävlar i grekisk-romersk stil.

## Karriär
Vid EM 2025 i Bratislava tog Krahmer brons i 130 kg-klassen efter att ha besegrat azeriske Beka Kandelaki i bronsmatchen.